# Памятник Иосифу Бродскому (Москва)
Памятник поэту Иосифу Бродскому установлен в 2011 году в Москве на Новинском бульваре неподалёку от здания посольства США. Авторы монумента — скульптор Георгий Франгулян и архитектор Сергей Скуратов.

## История
Скульптор Георгий Франгулян работал над памятником поэту Иосифу Бродскому на протяжении нескольких лет. В 2008 году памятник был отлит в бронзе, а в 2009 году было принято решение о его установке в Москве на Новинском бульваре. Некоторое время ушло на то, чтобы освободить место для памятника, поскольку там стоял пункт обмена валюты. Скульптор Георгий Франгулян установил памятник на свои собственные средства. «Памятник Бродскому — мой личный подарок городу. Все полностью: и постамент, и гранит, и скульптура», — сказал скульптор. 31 мая 2011 года состоялось торжественное открытие памятника. На церемонии присутствовали государственные и общественные деятели, известные артисты и писатели.

## Описание
Памятник Иосифу Бродскому не случайно был установлен неподалёку от американского посольства. Иосиф Бродский подвергался гонениям в СССР и вынужден был эмигрировать в США. Памятник представляет собой многофигурную композицию, установленную на гранитном постаменте. 13 безликих схематично изображённых бронзовых фигур объединены в две группы, символизирующих завистников и друзей. Перед ними — рельефная фигура Бродского. Он повёрнут к американскому посольству. Голова поэта запрокинута наверх, руки засунуты в карманы штанов. На нём заграничный костюм и остроносые итальянские ботинки.